# Оксан
Окса́н (фр. Auxant) — коммуна во Франции, находится в регионе Бургундия. Департамент коммуны — Кот-д’Ор. Входит в состав кантона Блиньи-сюр-Уш. Округ коммуны — Бон.
Код INSEE коммуны — 21036.

## Население
Население коммуны на 2010 год составляло 71 человек.
| 1962 | 1968 | 1975 | 1982 | 1990 | 1999 | 2010 |
| ---- | ---- | ---- | ---- | ---- | ---- | ---- |
| 84   | 68   | 57   | 54   | 44   | 39   | 71   |

## Экономика
В 2010 году среди 39 человек трудоспособного возраста (15—64 лет) 30 были экономически активными, 9 — неактивными (показатель активности — 76,9 %, в 1999 году было 72,0 %). Из 30 активных жителей работали 29 человек (19 мужчин и 10 женщин), безработной была 1 женщина. Среди 9 неактивных 3 человека были учениками или студентами, 5 — пенсионерами, 1 был неактивным по другим причинам.